# Aturus nelsoni
Aturus nelsoni är en kvalsterart som beskrevs av Mitchell 1954. Aturus nelsoni ingår i släktet Aturus och familjen Aturidae. Inga underarter finns listade.